# Desperado
Desperado (укр. Головоріз) — пісня американського рок-гурту Eagles, що вийшла 1973 року в однойменному альбомі. Пісню написали барабанщик Дон Хенлі та гітарист Гленн Фрай і вона являє собою фортепіанну баладу, в якій виконавець просить злочинця відмовитися від життя поза законом і спробувати повернутися до нормального життя, як би важко це не було. Вокалістом на пісні виступив Хенлі, а Фрай зіграв на фортепіано.
Попри те, що пісня не виходила у формі синглу, вона стала однією з найвідоміших пісень Eagles. Вільям Ралманн з Allmusic назвав пісню однією з найкращих у групи, сказавши що вона показує силу авторського дуету Хенлі і Фрая, але також назвав її «болісно повільною баладою».
Ця пісня потрапила до списку 500 найкращих пісень усіх часів за версією журналу Rolling Stone

## Кавер-версії
- Лінда Ронстадт включила кавер-версію пісні в свій альбом 1973 року Don't Cry Now, а також часто виконувала пісню у співпраці з Nelson Riddle Orchestra.[3]
- The Carpenters випустили свою версію пісні на альбомі 1975 року Horizon[en].
- Кантрі-виконавець Кенні Роджерс випустив кавер-версію пісні на своєму альбомі 1977 Daytime Friends.
- Торі Еймос кілька разів виконувала пісню на своїх концертах.
- Кантрі-виконавець Клінт Блек заспівав «Desperado» для триб'ют-альбому Eagles Common Thread: The Songs of the Eagles, який вийшов 1993 року. У тому ж році, його версія зайняла 54 місце в чарті Hot Country Songs.
- Джонні Кеш записав кавер-версію пісні для свого альбому American Recording IV: The Man Comes Around, що вийшов 2002 року. Як запрошений вокаліст на ній виступив Дон Хенлі.
- Пісня у виконанні японської співачки Kokia прозвучала в фільмі 2004 року The Hotel Venus, головну роль в якому зіграв учасник бой-бенд SMAP Тсуйоші Кусанаґі.
- У серпні 2007 року, ірландська група Celtic Thunder заспівала пісню на концерті в Дубліні, запис цього концерту вийшов під назвою The Show.[4]
- У 2008 році Molly Hatchet випустили «Desperado» на своєму кавер-альбомі Southern Rock Masters.
- Ніл Даймонд записав кавер-версію пісні для свого альбому 2010 року Dreams.
- Японська співачка Чіхіро Онітзука записала пісню для свого кавер-альбому 2012 року Famous Microphone.

## Використання в попкультурі
- В епізоді «The Checks» восьмого сезону ситкому Сайнфелд. У ньому пісня загадково надавала сильний гіпнотичний ефект на бойфренда Елейн Бенс Бретта, який все кидав і слухав пісню, перебуваючи кожен раз як би в трансі, якщо вона заграє. Елейн спробувала зняти цей ефект за допомогою іншої пісні («Witchy Woman» з першого альбому Eagles).
- В епізоді «Helen's Story» британського серіалу Accused чоловік Хелен співає а капела приспів пісні.
- На тренінгу американської версії телешоу The X Factor одна з групи людей виконувала «Desperado». Переможниця цього сезону Мелані Амаро співала пісню під час другого виступу.[5]